# 네이세르 로욜라
네이세르 로욜라(프랑스어·스페인어: Neisser Loyola, 1998년 7월 28일~)는 쿠바 출신 벨기에의 펜싱 선수로 주 종목은 에페이다. 2024년 하계 올림픽에 참가했고 세계 선수권 대회에서 동메달 1개를 획득했다. 

## 개인사
아버지인 넬손 로욜라는 쿠바 펜싱 국가대표 선수로 활동했다.